# Champagne (Goussainville)
Champagne è un comune francese soppresso del dipartimento dell'Eure-et-Loir nella regione del Centro-Valle della Loira. Dal 1º gennaio 2015 si è fuso con il comune di Goussainville per formare il nuovo comune di Goussainville.

## Società

### Evoluzione demografica
Abitanti censiti